# Parigi-Roubaix 1983
La Parigi-Roubaix 1983, ottantunesima edizione della corsa, fu disputata il 10 aprile 1983, per un percorso totale di 274 km. Fu vinta dall'olandese Hennie Kuiper, giunto al traguardo con il tempo di 6h47'51" alla media di 40,309 km/h.
Presero il via da Compiègne 193 ciclisti, 32 di essi tagliarono il traguardo a Roubaix.

## Ordine d'arrivo (Top 10)
| Pos. | Corridore               | Squadra        | Tempo   |
| ---- | ----------------------- | -------------- | ------- |
| 1    | Hennie Kuiper           | Jacky Aernoudt | 6h47'51 |
| 2    | Gilbert Duclos-Lassalle | Peugeot        | a 1'15" |
| 3    | Francesco Moser         | Gis Gelati     | s.t.    |
| 4    | Ronan De Meyer          | Boule d'Or     | s.t.    |
| 5    | Marc Madiot             | Renault-Elf    | s.t.    |
| 6    | Adrie van der Poel      | Jacky Aernoudt | a 5'59" |
| 7    | Patrick Versluys        | Splendor       | s.t.    |
| 8    | Frank Hoste             | Europ Decor    | a 7'40" |
| 9    | Eddy Planckaert         | Splendor       | s.t.    |
| 10   | Alain Bondue            | La Redoute     | a 8'40" |